# Grodt
Grodt ist ein Dorf, das seit 1972 zur Gemeinde Ingoldingen gehört.

## Geschichte
Grodt wurde 1267 in einer Schenkung des Grafen Heinrich von Burgau erwähnt, in welcher er der Witwe des Berthold von Grodt das Kloster Salem schenkt. 1277 wird Berthold von Schefoldsegg als Besitzer der Burg und Herr über Grodt erwähnt. Im Jahre 1409 wechselte der Besitz zum Damenstift Buchau. Die Rechte wurden mit Biberach an der Riß geteilt. 1645 erhielt das Stift alle Rechte.
Anno 1806 wurde Grodt dem Königreich Württemberg zugewiesen.
Ein geplanter Zusammenschluss mit Ingoldingen kam vor dem Zweiten Weltkrieg nicht zustande. Erst am 1. Juni 1972 wurde es eingemeindet.

## Kultur und Sehenswürdigkeiten
Durch das Dorf führt der Oberschwäbische Jakobsweg von Ulm nach Konstanz.
← Vorhergehender Ort: Reute | Grodt | Nächster Ort: Muttensweiler →

Ulmer Münster |
Ulm |
Grimmelfingen |
Einsingen |
Erbach |
Donaurieden |
Oberdischingen |
Ersingen |
Rißtissen |
Untersulmetingen |
Obersulmetingen |
Schemmerberg |
Äpfingen |
Laupertshausen |
Mettenberg |
Biberach an der Riß |
Reute |
Grodt |
Muttensweiler |
Steinhausen |
Wallfahrtskirche Steinhausen |
Winterstettenstadt |
Bad Waldsee |
Bergatreute |
Weingarten |
Ravensburg |
Brochenzell
Östliche Route:
Meckenbeuren |
Tettnang |
Gießenbrücke |
Heiligenhof |
Atlashofen |
Hüttmannsberg |
Gattnau |
Arensweiler |
Selmnau |
Hattnau |
Nonnenhorn
Westliche Route:
Rammetshofen |
Unterteuringen |
Hepbach |
Leimbach |
Möggenweiler |
Markdorf |
Meersburg |
Bodensee |
Staad |
Konstanz |
Konstanzer Münster